# Yamabe no Akahito

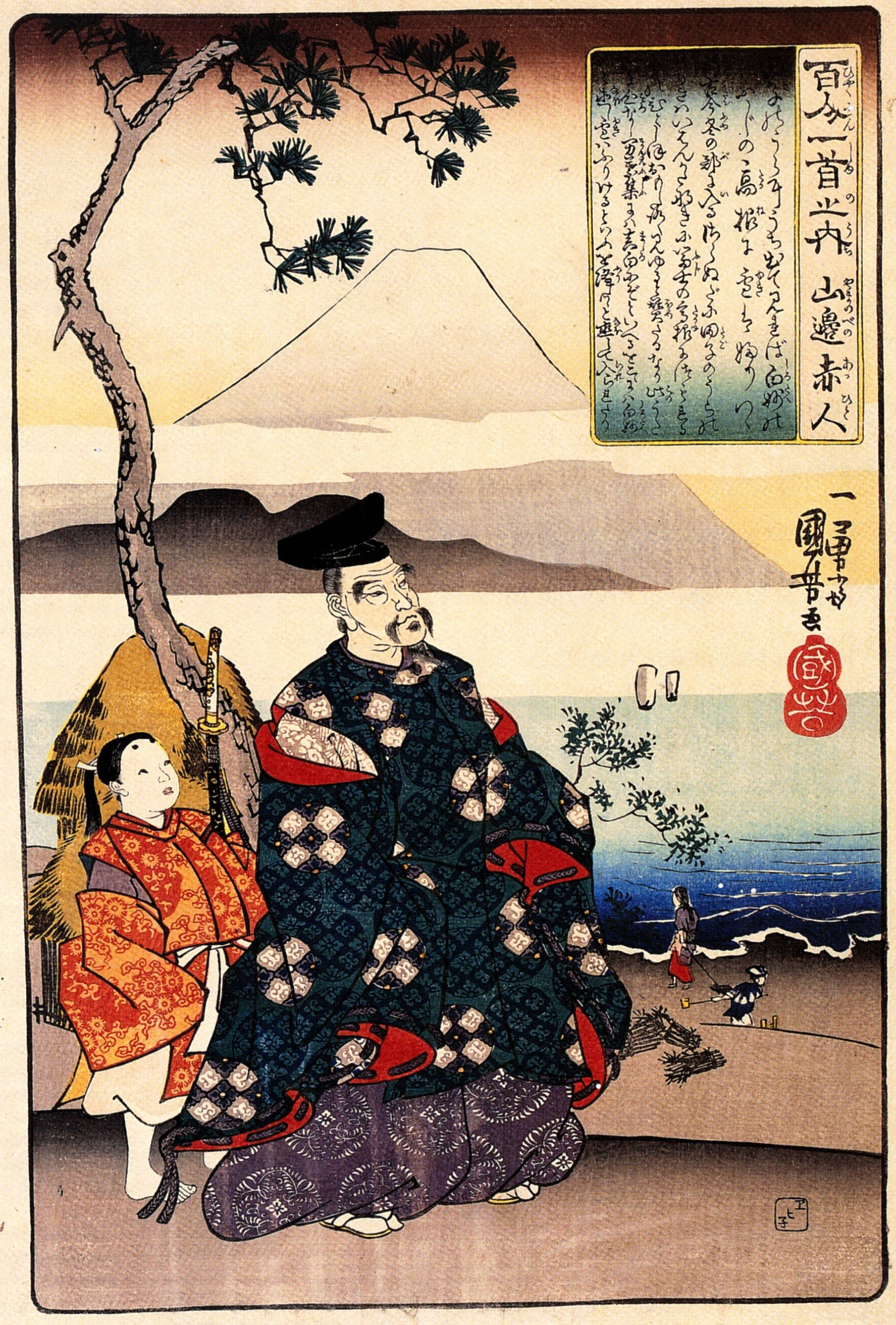
Yamabe no Akahito, por Utagawa Kuniyoshi.

Yamabe no Akahito (山部赤人?   700 – 736) fue un poeta japonés de la era Nara. En el Man'yōshū, una antología antigua, contiene 13 choka (poemas largos) y 37 tanka (poemas cortos) escritos por él. La mayoría de sus poemas fueron compuestos durante los viajes con el Emperador Shōmu entre 724 y 736. Yamabe es conocido por ser uno de los kami y es llamado como Waka Nisei junto con Kakinomoto no Hitomaro. Es uno de los Treinta y seis inmortales de la poesía.